# پالگریو مک‌میلان
پالگریو مک‌میلان (به انگلیسی: Palgrave Macmillan)، شرکت انتشاراتی بین‌المللی آکادمیک و تجاری است. برنامه‌های این شرکت، شامل کتاب درسی، ژورنال، مقاله، آثار حرفه‌ای و مرجع به صورت چاپ یا آنلاین است.
پالگریو مکمیلان، در سال ۲۰۰۰ بنیانگذاری شد؛ در همان زمانی که انتشارات علمی سنت مارتین در آمریکا با انتشارات مکمیلان در بریتانیا درآمیخت تا کارهای علمی جهانی انتشاراتی شان را در بریتانیا ترکیب کنند. این شرکت تا سال ۲۰۰۲ با نام ساده پالگریو شناخته می‌شد ولی از این زمان به بعد، به عنوان پالگریو مکمیلان شناخته می‌شود. امروزه قسمتی از گروه مکمیلان را شرکت انتشاراتی ورلگسگروپ جرج فن هلتزبرینخ تشیکل می‌دهد
دفتر مرکزی پالگریو مکمیلان تا به الان در بسینگستوگ، همشایر در بریتانیا قرار دارد و دفاتری در نیویورک، ملبورن، سیدنی، هونگ‌کنگ، دهلی، ژوهانسبورگ دارد. در سال ۲۰۱۴ دفتر مرکزی اش را به لندن منتقل کرد تا بدین سان، با شرکت‌های مانند پن مکمیلان، گروه انتشاراتی نیچِر و مکمیلان ادوکیشن در کمپ بزرگ مکمیلان در کینگز کراس ادغام شود.